# Kanton Nozay
Nozay is een voormalig kanton van het Franse departement Loire-Atlantique. Het kanton maakte deel uit van het arrondissement Châteaubriant. Het werd opgeheven bij decreet van 25 februari 2015 met uitwerking op 22 maart 2015. Alle gemeenten werden toegevoegd aan het kanton Guémené-Penfao.

## Gemeenten
Het kanton Nozay omvatte de volgende gemeenten:
- Abbaretz
- La Chevallerais
- La Grigonnais,
- Nozay (hoofdplaats)
- Puceul
- Saffré
- Treffieux
- Vay